# Canton d'Achêres
Le canton d'Achêres est une ancienne division administrative française du district de Neuville situé dans le département du Loiret.

## Histoire
Le canton est créé le 10 février 1790 sous la Révolution française. Il est alors inclus dans le district de Neuville.
À la suite de la suppression des districts et de la création des arrondissements qui survient en 1801 (9 vendémiaire, an X) sous le Premier Empire, le canton est supprimé. Toutes ses communes sont reversées dans le canton de Bazoches.

## Géographie
Le canton d'Achêres comprend les six communes suivantes : Achêres, Chaussy, Crottes-en-Pithiverais, Izy, Oison, Tivernon.